# Mainz 05
Mainz 05 er en tysk fodboldklub i Mainz, Rheinland-Pfalz, der spiller i landets bedste række, Bundesligaen. Her sikrede man sig senest oprykning til i 2009.

## Historie
Klubben var i mange år kun repræsenteret i de lavere rækker, og blev i 1982 tysk amatørmester.
I 1988 rykkede man dog op i 2. Bundesliga (man havde i begyndelsen af 60'erne været et midterhold i den næstbedste række, men ikke mere). Det blev dog kun til en enkelt sæson, før man måtte tilbage til Regionalligaen. I 1990 kom klubben dog op igen, og denne gang var det for at blive der. I både 1997, 2002 og 2003 sluttede klubben på en 4. plads, hvilket lige akkurat ikke gave oprykning til Bundesligaen, men i 2004 lykkedes det for første gang i klubbens historie.
I sin første sæson nøjedes Mainz ikke med at forblive i rækken, man kvalificerede sig også til UEFA Cup'en via Fair Play-listen.
Efter tre sæsoner rykkede Mainz i 2007 igen ud af Bundesligaen.
Torsdag  15. maj 2014 offentliggjorde klubben, at man havde skrevet en treårig kontrakt med den danske træner Kasper Hjulmand gældende fra sæsonen 2014-15. Hjulmand, der tidligere var træner for det danske fodboldhold FC Nordsjælland, tiltræder som cheftræner. Hjulmand nåede dog kun lidt over en halv sæson efter han den 17. februar 2015 blev fyret.

## Nuværende spillertrup
Oversigten er opdateret til og med 20. maj 2025| Nr. | Land     | Position | Spiller              |
| --- | -------- | -------- | -------------------- |
| 1   | Tyskland | MM       | Lasse Rieb           |
| 2   | Østrig   | FO       | Phillipp Mwene       |
| 3   | Tyskland | FO       | Moritz Jenz          |
| 5   | Tyskland | FO       | Maxim Leitsch        |
| 6   | Japan    | MI       | Kaishu Sano          |
| 7   | Sydkorea | MI       | Lee Jae-sung         |
| 8   | Tyskland | MI       | Paul Nebel           |
| 9   | Frankrig | AN       | Arnaud Nordin        |
| 11  | Tyskland | AN       | Armindo Sieb         |
| 14  | Sydkorea | MI       | Hyun-Seok Hong       |
| 15  | USA      | MI       | Lennard Maloney      |
| 16  | Tyskland | FO       | Stefan Bell          |
| 18  | Tyskland | MI       | Nadiem Amiri         |
| 19  | Frankrig | MI       | Anthony Caci         |
| 21  | Tyskland | FO       | Danny Da Costa       |
| 22  | Østrig   | FO       | Nikolas Veratschnig  |
| 25  | Norge    | FO       | Andreas Hanche-Olsen |

| Nr. | Land     | Position | Spiller}                                    |
| --- | -------- | -------- | ------------------------------------------- |
| 27  | Tyskland | MM       | Robin Zentner                               |
| 29  | Tyskland | AN       | Jonathan Burkardt                           |
| 30  | Schweiz  | FO       | Silvan Widmer                               |
| 31  | Tyskland | MI       | Dominik Kohr (Lånt fra Eintracht Frankfurt) |
| 33  | Tyskland | MM       | Daniel Batz                                 |
| 44  | Tyskland | AN       | Nelson Weiper                               |
| 47  | Tyskland | FO       | Maxim Dal                                   |

### Udlånt
| Nr. | Land     | Position | Spiller                                           |
| --- | -------- | -------- | ------------------------------------------------- |
| —   | Frankrig | FO       | Ronaël Pierre-Gabriel (Udlånt til Stade Brest 29) |
| —   | Tyskland | FO       | Luca Kilian (Udlånt til 1. FC Köln)               |
| —   | Belgien  | FO       | Dimitri Lavalée (Udlånt til Sint-Truidense VV)    |
| —   | Tyskland | FO       | Jonathan Meie (Udlånt til Hansa Rostock)          |

| Nr. | Land    | Position | Spiller                                            |
| --- | ------- | -------- | -------------------------------------------------- |
| —   | Schweiz | MI       | Edimilson Fernandes (Udlånt til Arminia Bielefeld) |
| —   | Ghana   | AN       | Abass Issah (Udlånt til HNK Rijeka)                |
| —   | Østrig  | AN       | Marlon Mustapha (Udlånt til Admira Wacker)         |

## Resultater

### Titler
Tysk amatørmester
- Vinder (1): 1982

## Kendte spillere
- Emil Kostadinov
- Mohamed Zidan

## Danske spillere
- Leon Andreasen (på lejemål fra Werder Bremen, forår 2007)
- Torben Nielsen
- Bo Svensson
- Morten Rasmussen
- Niki Zimling
- Emil Berggreen
- Jonas Lössl
- Viktor Fischer
- Marcus Ingvartsen

## Europæisk deltagelse
| Sæson   | Runde      | Modstander       | Hjemme | Ude | Kommentar               |
| ------- | ---------- | ---------------- | ------ | --- | ----------------------- |
| 2005-06 | 1. kvalif. | FC MIKA          | 4-0    | 0-0 | -                       |
| 2005-06 | 2. kvalif. | Keflavik IF      | 2-0    | 2-0 | -                       |
| 2005-06 | 1. runde   | Sevilla FC       | 0-2    | 0-0 | -                       |
| 2011-12 | 3. runde   | Gaz Metan Medias | 1-1    | 1-1 | 3-4 tab på straffespark |